# Куприянов, Владимир Александрович (фотограф)
Владимир Александрович Куприянов (25 октября 1954, Москва, РСФСР, СССР — 26 декабря 2011, там же, Россия) — российский фотограф, художник, критик и преподаватель фотографии.

## Биография
В 1976 году окончил Институт культуры (специальность театральный режиссёр).
В 1976-77 гг. служил в Советской Армии.
Первая персональная фото-выставка прошла в редакции «Строительной газеты» в 1983 году.
В 1984-94 гг. доцент Московского полиграфического института.
Жена- Елена Юрьевна Куприянова с 1972 года по 2011 год.
Дочь- Екатерина Владимировна Куприянова (1985 г.р.)
Сын — Александр Владимирович Куприянов (1980 г.р)
В соавторстве со своей женой (Еленой Куприяновой) создал множество работ.
Автор более 40 персональных выставок в Москве, Берлине, Граце, Санкт-Петербурге, Нижнем Новгороде, Франкфурте, Лондоне, Париже и более 120 групповых в России, Швейцарии, Германии, Нидерландах, США, Австрии, Польше, Финляндии, Южной Корее, Литве, Словакии, Словении, Франции, Испании. Среди них выставки в Государственном Русском Музее, Centre Georges Pompidou, MIT Visual Art Center, Stedelijk Museum Amsterdam, Галерее Современного Искусства Zacheta, галереях «Школа», «Риджина», «Новая Коллекция», Carre Noir и др.
Авторские проекты: «Памяти Пушкина» (1985 г.), «Летняя прогулка» (1987 г.), «Не отвержи мене от лица твоего…» (1990 г.), «Родионовы», «Среднерусский ландшафт», «Юлия» (2007—2009) и многие другие.
Преподавал курс «Проектная фотография» в Школе им. А. Родченко.
Умер 26 декабря 2011 года в Москве.

## Персональные выставки
- 1983 — Редакция «Строительной газеты». Москва
- 1990 — «Mittelrussische Landschaft». InterArt Agentur fur Kunst, Берлин, Германия
- 1991 — «Forum Stadtpark». Грац, Австрия
- 1992 — «Родионовы». Галерея «Школа», Москва
- 1994 — «О призрачном». Галерея «Школа», Москва
- 1995 — «Эрмитаж». «Галерея 21», Санкт-Петербург
- 1995 — «Photoarbeiten 1981—1995». Haus am Waldsee, Берлин, Германия
- 1995 — «Miniaturen». Art 5 III. Galerie Inge Herbert, Берлин, Германия
- 1996 — «Способы разрешения исчезающе малых величин» (совместно с Д.Приговым). XL Галерея, Москва
- 1996 — «Предыстория». ГРМ, Санкт-Петербург
- 1997 — «Власть-территория-искусство». Галерея «Сегодня», Москва
- 1998 — «Возвращение Времени». Дом Архитектора, Нижний Новгород.
- 1998 — «Среднерусский пейзаж». Музей освоения Севера, Губкинский, Западная Сибирь.
- 1998 — «Территория». Palais Jalta, Франкфурн-на-Майне, Германия.
- 1999 — «Россия — Сибирь — Губкинский». Музей освоения Севера, Губкинский, Западная Сибирь.
- 1999 — «Les Infants». Галерея «Новая Коллекция», Москва.
- 1999 — «Провинция». ГЦСИ, Санкт-Петербург.
- 1999 — «Арт — Манеж». ЦВЗ «Манеж», Москва.
- 2000 — «Лица». Музейный проект, «Proarte», Музей истории СпбГУ, Санкт-Петербург.
- 2000 — «Main_Berg» «ARCO 2000». Feria internacional de ARte COntemporaneo. Мадрид.
- 2000 — «Faces». Queen Elizabeth II Conference Centre, Лондон.
- 2000 — «24.07.1954, 15.09.1959, 15.04.61, 6.09.1964» Галерея «Риджина», Москва.
- 2000 — Exposition personnelle. Galerie Carre Noir, Париж.
- 2002 — «Описи». Московский Дом Фотографии, Москва.
- 2003 — Romantischer Zyklus. Empire Art. Майнц (каталог)
- 2003 — О восьмидесятых. 1981—1989. Московский дом фотографии. Москва (каталог)
- 2004- «Среднерусская античность. Страшный суд.» Фотопроект. Галерея WAM, Москва.
- 2004- «Вера, Надежда, Любовь». Галерея VP. Москва[3],[4].
- 2005 — «Glaube, Liebe, Hoffnung». Gallery & Edition J.J. Heckenhauer, Берлин.
- 2005 — «Среднерусская античность. Страшный суд.» Работы 1995—2005 гг. Фотопроект. Центр современного искусства «Арс-Форум», Ярославль.
- 2005 — «Среднерусская античность. Страшный суд.» Работы 1995—2005 гг. Фотопроект. Русская галерея. Таллин.
- 2006 — «Фасады Волги». ГЦСИ, Нижегородский филиал, Арсенал Нижегородского Кремля[5].
- 2008 — «Vladimir Kupriyanov — Cast me not away from your presence», Laura Bulian Gallery, Милан.
- 2009 — «Monastery photographs». Barbarian Art Gallery, Zurich.

## Избранные групповые выставки
- 2010 — «Four Perspectives Through the Lens: Soviet Art Photography in the 1970s-1980s», Тhe Jane Voorhees Zimmerli Art Museum

## Работы представлены в коллекциях
- Stedelijk Museum, Амстердам, Нидерланды
- Музей Московский Дом фотографии, Москва
- ГЦСИ, Москва
- San Francisco Museum of Modern Art, Сан-Франциско, США
- Zimmerli Art Museum at Rutgers University, New Brunswick,NJ, США
- Museum of modern ART, Любляна, Словения  (недоступная ссылка)
- Pacific Press Service, Сеул, Южная Корея
- П.Халонен, Хельсинки, Финляндия
- Landeskulturzentrum Salzau, Киль, Германия
- Galerie Wewerka & Weiss, Берлин, Германия
- Банк «Инкомбанк», Москва

## Персональные издания
- Wiktor Misiano. «Vladimir Kupriyanov», Laura Bulian Gallery, Milano 2008(каталог выставки).